# Echocardiographia
Az echocardiographia a szív képalkotó módszerei közé tartozó eljárás. Jelentős a kardiológiai diagnosztikában, sürgősségi ellátás során a döntéshozatalban és a későbbi terápiában is. Alkalmas a pericardialis folyadék (a szívet körülvevő hártyák közötti folyadék) kimutatására, a szív belsejének és az abban lévő képleteknek a leképezésére, a kamrafal septum (a szív két kamrája közötti sövény) és szívüregek méretének megállapítására. Segítségével kiszámítható a szájadékok keresztmetszete és az ejekciós frakció (a verőtérfogat és a végdiasztolés térfogat hányadosa. 50-60%-os értéke megfelelő) is. Elvégzése nem igényel semmilyen behatolást a testbe, tehát a módszer non-invazív.